# Stigmatopteris longicaudata
Stigmatopteris longicaudata là một loài thực vật có mạch trong họ Dryopteridaceae. Loài này được (Liebm.) C. Chr. miêu tả khoa học đầu tiên năm 1909.